# Травень 2011
Травень 2011 — четвертий місяць 2011 року, що розпочався у неділю 1 травня та закінчився у вівторок 31 травня.

## Події
- 2 травня
  - Президент США Барак Обама заявив, що в ході американської спецоперації в Пакистані вбито Осаму бен Ладена.[1]

- 5 травня
  - Неподалік від Перта (Австралія) помер останній відомий ветеран першої світової війни Клод Шулз.[2]

- 9 травня
  - Під час святкування Дня перемоги СРСР над нацистською Німеччиною у Львові відбулися зіткнення активістів ВО «Свобода» з активістами партії «Родіна» та міліцією.[3]

- 11 травня
  - Вчені розробили ефективний препарат для лікування меланоми.[4]
  - У Каннах відкрився 64-й Каннський кінофестиваль.[5].

- 13 травня
  - Міністерство закордонних справ України оголосило персонами нон ґрата двох співробітників дипломатичного представництва Республіки Чехія в Україні[6].
  - Внаслідок двох терактів у Пакистані загинуло понад 80 осіб[7].

- 16 травня
  - Старт місії STS-134 шатла «Індевор» до Міжнародної космічної станції.

- 17 травня
  - Фахівці компанії Hewlett-Packard розробили новий вид комп'ютерної пам'яті на основі мемристорів.[8]

- 25 травня
  - У фіналі кубка України з футболу донецький «Шахтар» переміг київське «Динамо».

- 26 травня
  - У Сербії було заарештовано Ратко Младича, який був звинувачений Гаазьким Міжнародним трибуналом у скоєні військових злочинів і геноциді.[9]

- 28 травня
  - Вперше за чотири роки Єгипет відкрив кордон з сектором Гази.[10]